# Podistra rufotestacea
Podistra rufotestacea (лат.) — вид жуков-мягкотелок.

## Распространение
Распространён на территории Палеарктики. Встречается в Европе, в основном на территории юга и запада. Известен также на востоке Азии.

## Описание
Жук длиной 7—9 мм. Надкрылья золотисто-коричневые. Голова и лапки бурые. Переднеспинка красновато-бурая.

## Экология
Личинки — хищники.